# Alexander Godunov
Alekszandr Boriszovics Godunov, oroszul: Александр Борисович Годунов; angolosan Alexander Godunov (Juzsno-Szahalinszk, 1949. november 28. –‎ West Hollywood, 1995. május 18.) orosz–amerikai balett-táncos, filmszínész.

## Filmográfia
| Év   | Magyar cím            | Eredeti cím              | Szerep                                       | Magyar hang            |
| ---- | --------------------- | ------------------------ | -------------------------------------------- | ---------------------- |
| 1970 |                       | Carmen Syuta             | Jose                                         |                        |
| 1971 |                       | Moskovskaya Fantaziya    | fiatal táncos (stáblistán nincs feltüntetve) |                        |
| 1975 | Anna Karenina         | Anna Karenina            | Alexej Vronsky                               |                        |
| 1978 |                       | 31 iyunya (tévéfilm)     | Lamison / Bob Taylor                         |                        |
| 1985 | A kis szemtanú        | Witness                  | Daniel Hochleitner                           | Sörös Sándor           |
| 1986 | Pénznyelő             | The Money Pit            | Max Beissart, a maestro                      | Schnell Ádám           |
| 1988 | Drágán add az életed! | Die Hard                 | Karl Vreski                                  | Böröndi Tamás)         |
| 1988 | Drágán add az életed! | Die Hard                 | Karl Vreski                                  | Rékasi Károly          |
| 1991 | Titkok köve           | The Runestone            | Sigvaldson az órakészítő                     | Sztarenki Pál          |
| 1992 |                       | Waxwork II: Lost in Time | Scarabis                                     |                        |
| 1994 | Világgá mentem        | North                    | amish apa                                    | Koncz István           |
| 1995 | Veszélyes zóna        | Dogfighters              | Lothar Krasna                                | Sinkovits-Vitay András |

## Fordítás
- Ez a szócikk részben vagy egészben  az   Alexander Godunov című angol Wikipédia-szócikk fordításán alapul.  Az eredeti cikk szerkesztőit annak laptörténete sorolja fel. Ez a jelzés csupán a megfogalmazás eredetét és a szerzői jogokat jelzi, nem szolgál a cikkben szereplő információk forrásmegjelöléseként.